# Валеська чорношия коза

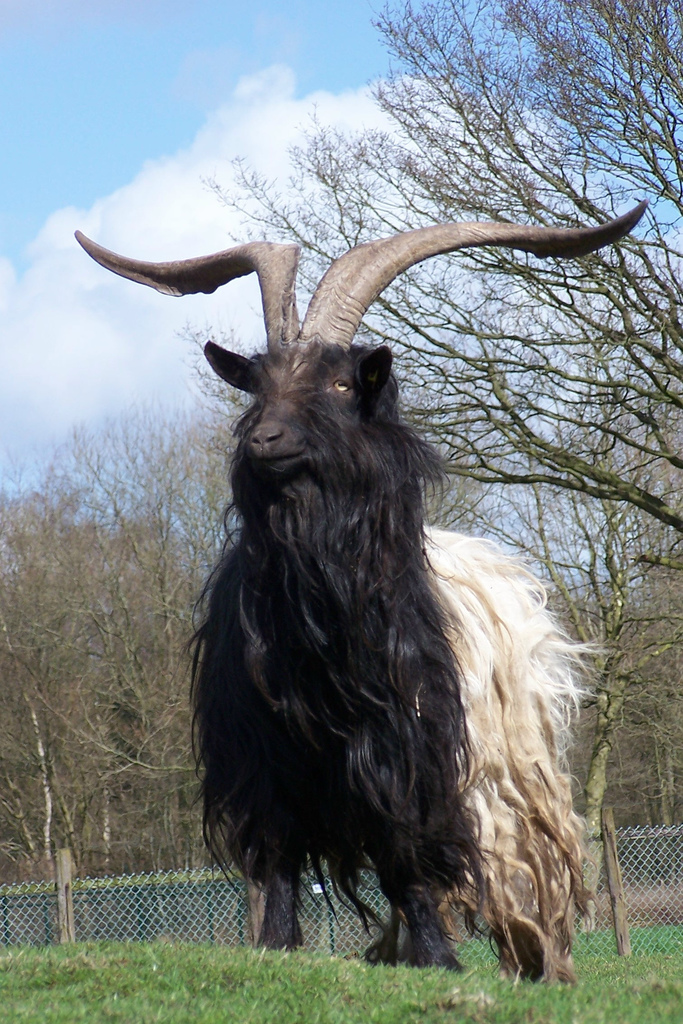
Козел Валеська чорношия

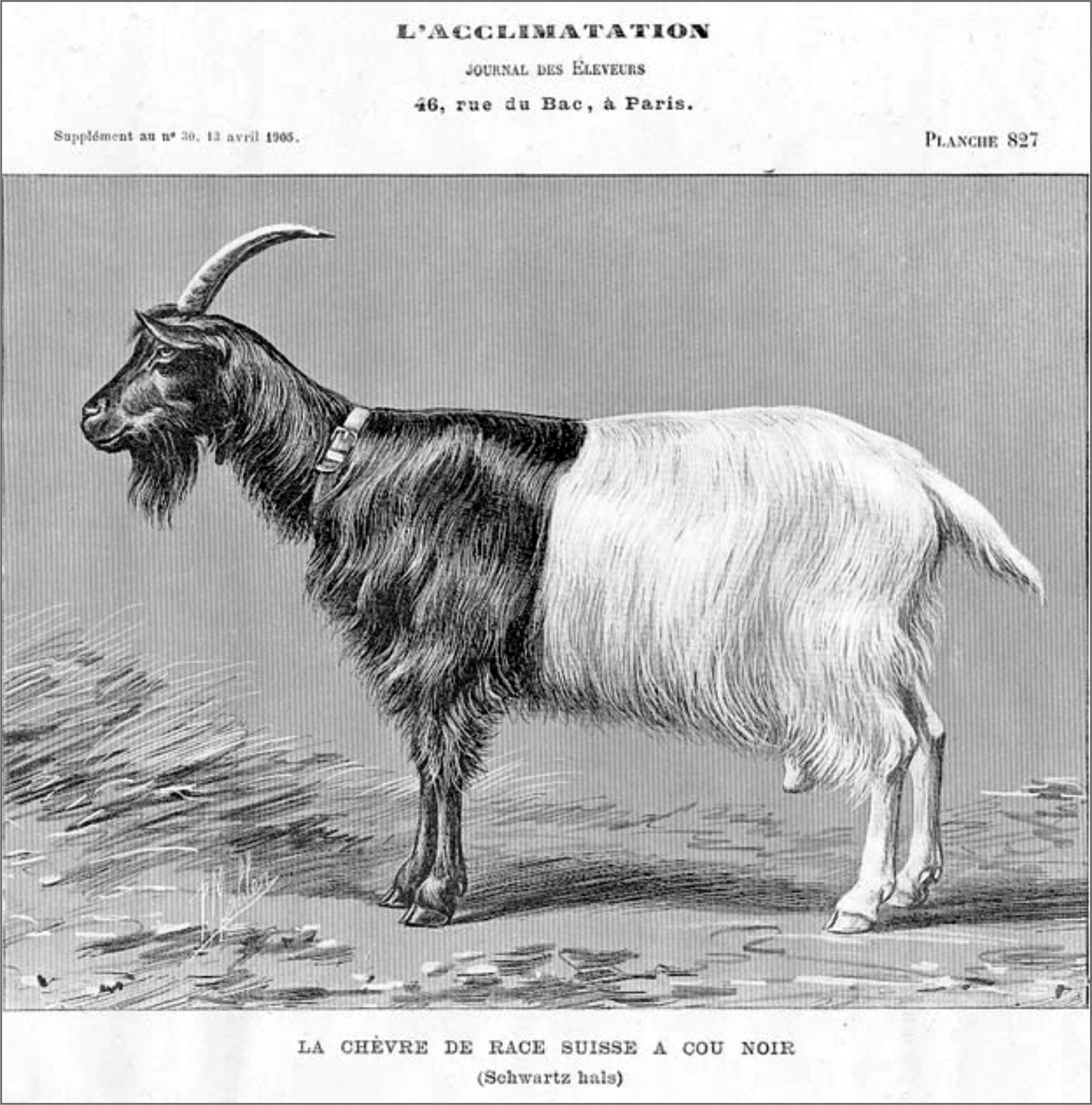
Гравюра Валеська чорношия з Journal des Eleveurs, 1905 рік

Валеська чорношия (Valais Blackneck) — порода домашніх кіз з кантону Вале на півдні Швейцарії та сусідніх районів північної Італії. Найбільша концентрація в районі Фісп (В'єж). Вирощується як для виробництва молока, так і на м'ясо. Валеська чорношия присутня у скромних кількостях в Австрії та Німеччині. Вона відома під багатьма назвами, в тому числі нім. Walliser Schwarzhalsziege або Gletschergeiss; фр. Col Noir du Valais, Chèvre des Glaciers або Race de Viège; та італ. Vallesana або Vallese.
Валеська чорношия має характерне забарвлення: чорне від носа до плеча та біле від нього до хвоста. Англійська коза багот має подібне забарвлення, і вважається, що вона походить від цієї породи за походженням від кози, подарованої Річарду II королю Англії в 1387 році ; Дослідження ДНК показали, що Багот походить з Іспанії:360.
В Італії Vallesana вирощують у провінціях Вербанія та Верчеллі. Це одна з сорока трьох автохтонних італійських порід кіз обмеженого поширення, для яких веде племінну книгу Associazione Nazionale della Pastorizia, італійська національна асоціація вівчарів і козівників.
Наприкінці 2013 року загальна чисельність породи становила 3000–3400 особин у Швейцарії та 191 або 446 в Італії. У 2012 році Австрія повідомила про 100–300 голів, а Німеччина — 429.